# Gouvernance partagée
Le terme générique de gouvernance partagée regroupe plusieurs modes de structuration des prises de décisions et de leur mise en œuvre dans une organisation ou un collectif, visant à réduire ou à supprimer la concentration des pouvoirs entre les mains d'un petit nombre de personnes, pour les répartir parmi celles qui réalisent le travail. Selon Aurore Birmont, il s’agit d’un mode de gouvernance reposant sur la volonté de privilégier les relations de coopération et de développer l’autonomie des membres (ce qui va avec plus de responsabilité). Elle n’est pas nécessairement synonyme de « gouvernance horizontale ».

## Horizontalité et gouvernance partagée
Pour d’autres auteurs cependant, la gouvernance partagée vise à faire émerger une horizontalité dans la prise de décisions, généralement dans un objectif de mutualisation, de bien commun et d'intérêt général et ceci pour certains auteurs en veillant à éviter toute discrimination sexuelle, sociale ou linguistique, notamment vis-à-vis des minorités. Les différentes formes de gouvernance envisagées s'appuient sur la confiance en la capacité de chacun à s’orienter et à prendre des décisions par soi-même dans son domaine d’action.
Selon Olivier Pastor, membre de l'Université du Nous entre 2011 et 2014, l’horizontalité « ne doit pas se comprendre uniquement comme une remise en cause des rapports hiérarchiques. Elle correspond aussi à un autre mode de management, davantage tourné vers l’animation d’équipes, les rapports humains et la responsabilisation plutôt que le contrôle et la surveillance ».

## Périmètre et parties prenantes - variantes formalisées
Le terme « gouvernance » renvoie à l’exercice du pouvoir, le terme « partagé » renvoie au fait de le répartir parmi plusieurs protagonistes (souvent qualifiés de parties prenantes).
Certaines variations de gouvernance partagée sont formalisées, d’autres non. En tant que variation formalisée, il est possible de citer la sociocratie, la gouvernance cellulaire ; en tant que variation non formalisée, citons l’entreprise libérée et l'entreprise opale. En France, l’Université du Nous - UdN, nomme "gouvernance partagée" son expérience de partage du pouvoir depuis 2011. L'UdN participe à développer la notoriété de la gouvernance partagée, via ses séminaires et ses ressources libres. L'échelle de gouvernance partagée peut être locale, celle d'une entreprise ou d'un état et inclure parmi les sujets des enjeux plus ou moins globaux tels que l'environnemental,, le social, la santé ou la sécurité et la paix ou diverses ressources informationnelles (information géographique par exemple).
En langue française, un MOOC sur la gouvernance partagé est proposé par le mouvement citoyen Colibris et l'Université du Nous.
Selon le Mouvement Impact France, « la gouvernance partagée vise l’engagement de l’ensemble des acteurs de l’organisation dans la décision, et implique une redistribution du pouvoir et de la responsabilité. Les décisions se font au niveau pertinent le moins élevé possible, avec la participation des acteurs directement concernés (subsidiarité et décentralisation) et dont les avis sont reconnus comme équivalents (principe d’équivalence). ».

## Entreprises et sociétés à gouvernance partagée
Des modèles entrepreneuriaux tels que la SCOP, l'entreprise libérée ou l'entreprise à mission (pour la France) existent, mais des économistes tels que Gaël Giraud en pointent les limites dans un contexte de la libéralisation. Il propose, en seconde proposition, de faire évoluer les sociétés à mission et les SCOP pour y garantir un équilibre du pouvoir entre les salariés et les actionnaires, et pour cela de créer un nouveau statut de « Société à gouvernance partagée » qui introduirait de la bonne gouvernance sociale, par exemple en permettant aux parties prenantes de siéger, à parité, dans le conseil d'administration. Ces trois parties prenantes sont les représentants des salariés, les représentants des actionnaires, et les représentants de la société civile et autres parties prenantes entourant l'entreprise dans le projet qui lui donne sens.

## Critiques
Bernard Marie Chiquet consultant en holacratie reproche à la gouvernance partagée de se focaliser sur le développement de la coopération et d'être trop consensuelle, impliquant une dilution des responsabilités, des réunions longues et parfois laborieuses, et une difficulté ou incapacité à prendre des décisions.